# 三菱ダイヤモンドハイウェイ
三菱ダイヤモンドハイウェイ（みつびしダイヤモンドハイウェイ、Mitsubishi Diamond Highway）は、日本のラジオ番組。三菱グループ各社がスポンサーを務める冠番組だった。
資料によっては、以下のようなタイトル表記も見られる。
- 『三菱ダイヤモンド・ハイウェイ』[1]
- 『三菱 ダイヤモンドハイウェイ』[2]
- 『三菱ダイヤモンドハイウェー』[3][4]
- 『三菱 ダイヤモンドハイウェー』[5]
- 『ダイヤモンド・ハイウェイ』[6][7][8]
- 『ダイヤモンドハイウェイ』[9]
- 『ダイヤモンド・ハイウェー』[10]

## 1960年代 - 1970年代前半頃

### TBSラジオ
1961年から1971年、1972年から1974年の二期に渡り、TBSラジオ（東京放送ラジオ部門）で放送された。

#### 1961年 - 1971年
1961年2月13日から1971年4月30日にかけて、毎日（のちに平日のみ）の帯番組として生放送された。開始当時の放送時間は毎日15:10 - 18:00、終了当時は平日17:30 - 18:00。
三菱石油と新三菱重工業（のちの三菱重工業）または三菱商事と三菱石油が提供スポンサーを務めていた（三菱石油一社提供の時期もあり）。
2002年に東京放送から発行された『TBS50年史』各種資料では、本番組のジャンルについて「生ワイド・パーソナリティー番組」または「情報」として扱われている。
ドライバー向けの情報番組として、交通情報をはじめ、鉄道・航空などの運行情報、気象概況などに音楽を挟んだ構成だった。その間、1962年10月には、夕方のドライバー向け編成強化のため、放送時間を50分から70分へ拡大した（1963年3月当時の放送時間は毎日16:20 - 17:30、出演者は平日・土曜が杉山真太郎と大沢嘉子、日曜が金坂光春と相場君子、スポンサーは三菱商事と三菱石油だった）。
1963年4月11日から1965年10月10日まで、プロ野球シーズンとなる4月から9月または10月までの日曜については、プロ野球中継『日曜薄暮ゲーム』（16:20 - 18:55）が編成されない時にのみ放送されていた。
1964年7月13日から平日・土曜はワイド番組『オーナー』の内包番組（コーナー）として16:20 - 17:30に放送（一部資料では16:20 - 17:00としているが、誤り）。「お相手」として山口紘子が出演した。コーナーとしては1966年10月1日の『オーナー』終了まで続いた。
1967年5月、朝日放送（ABC）ラジオが日本で初めてヘリコプターを導入した交通情報番組として『空からこんにちは〜ABCヘリ情報〜』を開始。TBSラジオも視察ののち、6月より本番組内で同様の交通情報を開始（開始日は6月10日）。また、この導入を機に、ヘリによる交通情報をメインとする番組として、同年9月4日より、平日・土曜の朝に『トヨタ・スカイパトロール』が開始された。
1968年4月頃には、17:00 - 17:30に変更（同月当時のパーソナリティは平日が清水将夫、日曜が吉田未来。提供スポンサーは三菱石油の一社だった）。
1970年までには、平日のみの放送となっている。
『「ダイヤモンド・ハイウェイ」ファンの集い』と題したリスナー向けの公開イベントを行ったこともあった。

##### 出演者（TBSラジオ。1961年 - 1971年）
歴代の主な進行役（参考：『TBS50年史』資料編P195）
- 杉山真太郎・大場ゆかり[1][7][22]
- 杉山真太郎・大沢嘉子[1][7][23]
- 新堀俊明・加藤かな子[1][7][24]
- 杉山真太郎・清水恵子[1][7][25] ※1964年まで平日・土曜担当として出演[26]。
- 山口紘子[1][7]（1964年[27]） ※『オーナー』内包当時の出演[16]。
- 小川哲哉・遠藤泰子[1][7]（1966年[28][29]）
- 清水将夫[1][7]（1967年[30]）
- 遠藤泰子[31][7]
- 本田綾子[1][7][32]
- 今井とも子[1][7]

※今井以外は、担当当時TBSアナウンサーだった（今井は、退社後の担当）。
上記以外の出演者
- 三国一朗・山田照子（1966年頃、日曜日の進行役を担当[34]。山田はTBSアナウンサー[35]）
- 吉田未来（1968年当時、日曜を担当[13]）

上記以外の出演者（TBSアナウンサー）
- 高野昭平（1961年[36]）
- 金坂光春（1962年[37]） ※1963年3月当時、日曜日を担当[12]。
- 料治直矢（1963年[38]）
- 相場君子（1962年[39]） ※1963年3月当時、日曜日を担当[12]。
- 原田淑枝（1964年[40]） ※1964年10月当時、三国とともに日曜を担当[41]。

#### 1972年 - 1974年
1972年の春頃には、『東京ダイヤル』（17:00 - 18:40）の内包コーナーとして17:00 - 17:30の枠に再開。三菱石油の一社提供。1973年4月、同枠が『おつかれさま5時です』（17:00 - 18:00）となったあとも内包コーナーとして続行。1974年まで続いた。

### 近畿地区での放送
近畿地区では、以下のように放送されていた。

#### 朝日放送
ABCでは、1964年4月1日から1968年9月30日にかけて毎日放送された。ジャンルは、音楽番組。放送時間は、月曜から土曜は17:00 - 17:50、日曜は14:00 - 14:20だった（変更あり）。

#### 毎日放送
ABCの終了後は、毎日放送（MBS）が1968年10月1日から1971年4月30日まで放送した。当初は毎日、1970年4月6日より週6回、1971年4月12日から週5回の割合で、17:00 - 17:27の時間帯に放送された。
出演者は、阪本時彦、角淳一（1969年4月16日より、分担）、キャサリン・モーリス（1969年5月7日より参加）。『時さんのラジオ大通り』（「時さん」こと阪本がパーソナリティを務めていた平日夕方の生ワイド番組）へ内包されていた時期には、「時さんのダイヤモンドハイウエイ」というタイトルを独自に付けていた。

## 1970年代後半頃以降
1970年代後半頃以降は、三菱石油の一社提供番組として、概ね平日夕方の15分枠で放送された。放送局は、ニッポン放送をはじめ、同局がキー局を務めるNRN系ネットワーク加盟の北海道放送（HBC）、東北放送（TBC）、東海ラジオ、毎日放送（MBS）、朝日放送（ABC）、中国放送（RCC）、西日本放送（RNC）、九州朝日放送（KBC）の各局で放送されていた。局毎に番組内容、パーソナリティが異なる企画ネット番組であった。
1999年4月1日に三菱石油が日本石油と合併し「日石三菱」（のちに新日本石油）となった事に伴い、タイトルが『日石三菱ドライビングハイウェイ』（にっせきみつびしドライビングハイウェイ）となり、2001年7月1日の「ENEOS」ブランドの制定に伴い『ENEOSドライビングハイウェイ』（エネオスドライビングハイウェイ）へと改題を重ね、2004年3月まで放送された。

### ニッポン放送
『夕空晴れて!ひがのぼるです』『はたえ金次郎の夕焼け一丁目』『鶴光の噂のゴールデンアワー』と夕方ワイド番組の内包番組として放送されていた。『はたえ』時代は『はたえ金次郎のダイヤモンドハイウェイ』として、17:20 - 17:37に、1987年6月当時は17:10 - 17:25に、それぞれ放送。『夕焼け一丁目』までは曲を一曲流した後に交通情報という構成で、テーマ曲にはフジテレビ『なるほど!ザ・ワールド』のテーマ曲としても知られている「トランプス・ディスコのテーマ」が使用されていた。『ゴールデンアワー』では「こがねちゃんクイズ」という中継先の人物に「クイズタイムショック」の要領でクイズを出題するコーナーとなった。

### 北海道放送
1985年4月当時、ワイド番組『ハロードライバー』（14:00 - 17:15）内『ベストテンほっかいどう』（16:00以降）に内包される形で、17:00 - 17:15に放送。歌謡曲ベストテンのうち、第三位から第一位の曲を紹介するコーナーとして放送されていた。1997年10月当時、ワイド番組『夕刊さくらい』（15:30 - 18:30）の内包番組として17:00 - 17:15に放送。2004年3月26日終了当時の放送時間は、17:00 - 17:15だった。

### 東北放送
1985年4月当時、ワイド番組『TBCプロムナード』（14:00 - 17:00）の内包番組として、16:37 - 16:53に放送。1997年10月当時、ワイド番組『ボリュームワイドともこ印』（13:30 - 17:00）の内包番組として、16:37 - 16:53に放送。末期にあたる2003年10月 - 2004年3月期当時は、『ボリュームワイド モーレツ!! ともこ節』（13:00 - 17:00）の内包番組として、16:37 - 16:51に放送。リスナーからのリクエストにこたえていくコーナーだった。

### 東海ラジオ
1990年代前期ではナイターオフのみの放送（ナイターシーズン時は『ガッツナイター』の火曜分のスポンサーに廻していた）。1992年度から金曜のNRN全国35局共通のネットスポンサーになっており、週2回は三菱石油提供となっていた。
1997年10月当時、ワイド番組『宮地佑紀生の聞いてみや〜ち』（15:30 - 18:00）の内包番組として放送。

### 近畿地区での放送

#### 毎日放送
1979年10月8日から1984年10月5日まで、月曜から金曜まで放送
。放送時間は当初17:00からだったが、1984年10月より16時台
にそれぞれ15分番組として放送。出演者は、当初松井昭憲だった
が、1980年1月より緒方憲吾（後に月・水・金曜日に木村寿恵、火・木曜日に梨木加陽子とのコンビ）、1982年11月より梨木
、1984年1月以降は諸口あきら
がそれぞれ担当。
1984年9月までは、独立番組として放送されていた。同年10月からは、諸口をパーソナリティに据えた自社制作・生放送の報道番組『MBSイブニングレーダー』を平日の夕方に編成したため、オープニング直後のコーナーとして内包。運転中のドライバーに向けて、主に洋楽を流していた。

#### 朝日放送
1997年10月 - 2001年9月の間『中原秀一郎のラジオToday』、2001年10月から『元気イチバン!!芦沢誠です』の内包番組として放送していた。2004年4月改編でスポンサーの新日本石油が降板後、『元気イチバン!ドライビングハイウェイ』にタイトルを変更して2010年4月まで継続していた。

### 中国放送
1985年4月当時16:40 - 16:55に放送（出演：煙石博）。1997年10月当時16:45 - 17:00に放送。2004年2月当時『本名正憲のきょうもゴゴイチ』（13:00 - 17:00）の内包番組として、16:40 - 16:55に放送（16:41から交通情報も内包）。2004年4月以降も『ドライビング・ハイウェイ』（ドライビングハイウェイ）として存続（6月当時の放送時間は、16:45 - 16:54）。2007年4月以降は、『きょうもゴゴイチ』の縮小に伴い、14:20 - 14:29に変更。2007年10月より『きょうもゴゴイチ』の30分拡大に伴い、14:40 - 14:45に変更、2008年3月まで放送された。

### 九州朝日放送
1985年4月当時『まずはラジオでおつかれさん』（16:05 - 18:00）の内包番組として16:00台に放送。1997年10月当時16:45 - 17:00に放送。2003年2月当時、16:40 - 16:55に放送。